# Hamilton College
L'Hamilton College è un'università di Clinton, nello stato di New York, negli Stati Uniti d'America.

## Storia
L'Hamilton-Oneida Academy venne fondata nel 1793 dal missionario Samuel Kirkland in onore di Alexander Hamilton ed era originariamente collocata a Paris (New York). Durante la prima metà dell'Ottocento l'università cambiò nome in Hamilton College e venne trasferita prima a Kirkland e poi in via definitiva a Clinton. All'epoca l'università poteva contare sui finanziamenti provenienti dalla legislatura dello stato di New York.
Nel 1978 l'istituzione si è fusa con il Kirkland College.